# Guban (instrumento)
El término guban (Chino:鼓板; Pinyin: gǔbǎn) se refiere de manera conjunta a un instrumento de percusión pequeño y un paiban (claqueta), que se tocan simultáneamente por un único intérprete en la música traicional China.
El tambor, que puede ser un bangu o algún otro tipo de tambor de un tono alto y de un diámetro pequeño, se toca con una baqueta que se sujeta con una manda mientras que, en la otra, se sujeta la claqueta denominada pāibǎn(拍板), bǎn (板), tánbǎn (檀板, literalmente "claqueta de madera de sándalo"), mùbǎn (木板), o shūbǎn (书板).
La claqueta consta de dos piezas planas de madera dura (o zitan, o hongmu o palisandro hualimu) o de bambú que se atan conjuntamente de forma suelta con un hilo que se anuda en uno de sus extremos. Se sujeta de forma vertical en una mano y, chocandolos juntos se produce un nítido sonido de claqueteo.De una manera un tanto confusa, en ocasiones, también se refiere solo a la claqueta, sin el tambor, como guban.

El guban suele acompañar a varios géneros del shuochang (historia china cantanda), así como en la Ópera de Pekín, el Kunqu, y la Ópera Yue. También se utiliza en música instrumental, como el Jiangnan sizhu, el Chaozhou xianshi, el Sunan chuida (苏南吹打), el Nanguan, el Shifan luogu (十番锣鼓), y el Shanxi batao (山西八套).